# Campeonato Carioca de Futebol Feminino Sub-18 de 2019
O Campeonato Carioca Feminino Sub-18 de 2019 foi a primeira edição desta competição de futebol feminino organizada pela Federação de Futebol do Estado do Rio de Janeiro (FERJ).
Na decisão, o Vasco da Gama venceu o Fluminense no placar agregado e conquistou o primeiro título da história da competição.

## Formato e participantes
O regulamento, dividiu os clubes em dois grupos, pelos quais enfrentaram os adversários do próprio chaveamento em jogos de turno único. Após três rodadas, os dois primeiros colocados de cada grupo se classificaram para as semifinais. Após partidas de ida e volta das semifinais, disputadas entre o clube melhor colocado na primeira fase e o quarto melhor e entre o segundo e o terceiro, os dois vencedores avançaram para a final. Esta terceira e última fase foi disputada também em duas partidas, com o mando de campo da última partida para o clube com melhor campanha. As oito agremiações que participaram do torneio foram:
| Participantes       | Cidade          |
| ------------------- | --------------- |
| Barra da Tijuca     | Rio de Janeiro  |
| Botafogo            | Rio de Janeiro  |
| Brasileirinho       | Rio de Janeiro  |
| Duque de Caxias     | Duque de Caxias |
| Flamengo            | Rio de Janeiro  |
| Fluminense          | Rio de Janeiro  |
| Real Maré/Felisport | Rio de Janeiro  |
| Vasco da Gama       | Rio de Janeiro  |